# Коцан Ігор Ярославович
Коцан Ігор Ярославович [Архівовано 8 грудня 2015 у Wayback Machine.](*14 серпня 1960, с. Волошиново Старосамбірського району Львівської області — доктор біологічних наук (2001), професор (2004), ректор Східноєвропейського національного університету ім. Лесі Українки (з 07.2005 по 11.2019).

## Освіта
Луцький державний педагогічний інститут ім. Лесі Українки: природничо-географічний (1979–1984), факультет фізичного виховання (1987–1990).
Кандидатська дисертація «Педагогічні основи корекційної роботи з фізичного виховання глухих школярів молодшого віку».
Докторська дисертація «Фізіологічне обґрунтування ефективності впливу туристично-краєзнавчої діяльності на організм підлітків».
Очолює науково-дослідний напрям «Нейрофізіологічні механізми та вегетативне забезпечення когнітивної діяльності людини (віковий, екологічний та індивідуально-типологічний аспекти)». 

## Біографічні дані
Коцан Ігор Ярославович народився 14 серпня 1960 р. у с. Волошинове Старосамбірського району Львівської області. Українець.
07.1976-07.1979 — робітник 1-го розряду Самбірського РБУ № 12.
10.1984-07.1986 — служба в Радянській армії.
07.-08.1986 — керівник гуртків Волинської обласної станції юних натуралістів.
08.1986-08.1989 — учитель географії Луцької СШ № 2.
09.1989-08.1993 — викладач кафедри фізичного виховання Луцького державного педагогічного інституту імені Лесі Українки.
09.1993-10.1994 — стажист-дослідник Волинського державного університет імені Лесі Українки.
11.1994-10.1995 — аспірант Південноукраїнського державного педагогічного університету імені К. Д. Ушинського.
11.1995-11.1996 — старший викладач кафедри фізичного виховання Волинського державного університету імені Лесі Українки.
11.1996-10.1999 — докторант Південноукраїнського державного педагогічного університету ім. К. Д. Ушинського.
З 11.1999 — доцент кафедри здоров'я та фізичної культури Волиниського державного університету імені Лесі Українки.
11.1999-03.2005 — директор Волинської філії спеціалізованого ДП «Укрспец'юст».
З 09.2001 — професор кафедри фізіології людини і тварин, з 05.2005 — ст. о. ректора, з 07.2005 по 11.2019 — ректор Волинського державного університету імені Лесі Українки.
Віце-президент Біофізичного товариства України.
Голова регіонального представництва Міжнародного благодійного фонду національної пам'яті України (з 2007).
Голова науково-координаційної ради Західного наукового центру НАН України і Міністерства освіти і науки України у Волинській області.
Академік АНВШУ (з 2002).
З березня 2006-го по листопад 2010 року — депутат Волинської обласної ради, голова комісії з питань освіти і науки.

## Нагороди
2007 — золота медаль Національного педагогічного університету імені Михайла Драгоманова «Михайло Петрович Драгоманов 1841–1895 рр.»;
2008 — пам’ятна медаль Міністерства закордонних справ України «90-річчя сучасної дипломатичної служби України»; 
2008 — Почесна грамота Волинської обласної ради; 
2009 — Бронзова медаль Президії адміністрації Люблінського воєводства «За заслуги у пожежних справах»; 
2009 — Подяка голови Волинської обласної ради; 
2010 — Почесна грамота ВАК України;
2010 — орден Святого Юрія-Переможця;
2010 — Почесна грамота Верховної Ради України;
2010 — срібна відзнака Національного університету «Острозька академія» – медаль «Князь Василь-Костянтин Острозький»;
2010 — відзнака Профспілки працівників освіти і науки України «За соціальне партнерство»;
2011 — найвища нагорода Люблінського католицького університету «Gratae memoriae signum universitatis» («Знак вдячної пам’яті університету»);
04.2013 — присвоєно почесне звання «Заслужений діяч науки і техніки України».

## Сімейний стан
- дружина  — Лілія Миколаївна Коцан
- діти: Роман (1987), Соломія (1999), Данило (2010).

## Опубліковані праці

### Книги
- «Физиологическая характеристика влияния туристско-краеведческой деятельности школьников на их организм» (1998),
- «Шкільний туризм» (1998),
- «Гендерні особливості вибору основних видів рухової активності» (2004).